# 타무라 메이미
타무라 메이미(田村芽実, 1998년 10월 30일 ~ )는 일본의 여성 아이돌 그룹 전 안주루무(구.스마이레지)의 멤버.
언니는 여배우 타무라 카렌이다.

## 친한선배
친한선배 마노 에리나

## 약력
2004년
- 3월 27일, 히카와 키요시 콘서트 투어 2004 첫 날 오키나와 컨벤션 센터에 있어서의 공연에 드돈파킷즈의 멤버로서 출연.

2011년
- 8월 14일, 스마이레지 멤버 모집에 합격해, 스마이레지의 서브멤버가 되었다[1].
- 10월 16일,「タチアガール」발매기념 이벤트내에서 스마이레지의 정식 멤버 승격이 발표되었다.

2015년
- 5월 20일 - 2016년 봄을 기해 안주루무 및 헬로! 프로젝트를 졸업하는 것을 발표하였다[2].

2016년
- 5월 30일 - 일본 무도관에서 행해진「안주루무 퍼스트 콘서트 투어 2016 봄『구위일체』타무라 메이미 졸업 스페셜」을 마지막으로 안주루무 및 헬로! 프로젝트를 졸업.

2017년
- 1월 23일, 여배우 활동 개시를 자신의 트위터에서 전함. 무대「minako -태양이 된 공주-」에서 주연의 혼다 미나코 역할을 연기하는 것이 발표되었다[3].
- 2월 16일, 탤런트 하야미 유와 함께, 도쿄 미나토 구의 포니캐년에서 주연 무대「minako -태양이 된 공주-」의 기자회견에 참석했다[4][5].
- 5월 1일, 소속 사무소 BMI로 이적.

2018년
- 9월 26일, 빅터 엔터테인먼트로부터 메이저 데뷔했다.

## 작품

### 싱글
- 輝いて ～My dream goes on～ (2018년 9월 26일)
- 魔法をあげるよ ～Magic In The Air～ (2018년 12월 26일)
- 舞台 (2019년 8월 21일)

### 착신 한정
- ロマンス (2018년 4월 25일)
- 似たものどうし (2022년 11월 10일)

### 앨범
- 無花果 (2020년 4월 8일)

### 미니 앨범
- Sprout (2019년 3월 20일)

### 참가 앨범
- 『地球の男にあきたところよ　～阿久悠リスペクト・アルバム』(2017년 11월 15일)
- 繭期音源蒐集 TRUMP series ORIGINAL SOUDTRACK-Ⅰ (2018년 10월 17일)

### DVD
- May. (2014년 4월 30일) - e-LineUP! 한정 판매
- CLIP&COVERS (2020년 4월 8일)

## 출연

### 텔레비전 드라마
- 수학♥여자학원 (2012년 1월 11일 ~ 3월 28일, 니혼테레비) - 오쿠라 리쿠 역

### 무대 · 뮤지컬
- 히카와 키요시 콘서트 투어 (2004년)
- 아저씨들의 행방 (2006년)
- 사운드 오브 뮤직 (2007년) - 그레이텔 역
- 사운드 오브 뮤직 2008 전국 투어 전야제 Music Concert (2008년)
- 사운드 오브 뮤직 (2008년) - 몰타 역
- 천초사부 (2009년) - 시로 유년시절 역
- 뮤지컬『캐릭캐릭 체인지』(2009년) - 유이키 야야 역
- 코코스마일 (2010년) - 주연 · 코코 역
- 너에게 닿아라··· ~이 사랑 영원히 때를 넘겨∼ (2010년, 2011년) - 쿠리하라 히카루 역
- minako -태양이 된 공주- (2017년) - 혼다 미나코 역

## 참가 유닛
- 안주루무 (구.스마이레지) (2011년 ~ 2016년)
- 스마시오자매 (2012년)